# جیمی کمپل (بازیکن فوتبال، زاده ۱۹۳۷)
جیمی کمپل (انگلیسی: Jimmy Campbell; ۱۱ آوریل ۱۹۳۷ – 1994) بازیکن فوتبال اهل بریتانیا بود.
از باشگاه‌هایی که در آن بازی کرده‌است می‌توان به باشگاه فوتبال وست برومویچ آلبیون، باشگاه فوتبال لینکولن سیتی، باشگاه فوتبال میدنهد یونایتد، و باشگاه فوتبال پورتسموث اشاره کرد.